# Paul Wobeser
Paul Wobeser (* um 1525 in Hinterpommern; † nach 1588) war ein  pommerscher   Söldnerführer und Gutsbesitzer.
Paul Wobeser war ein Sohn von Jacob Wobeser, der Kanzler des Herzogs Barnim IX. in Stettin und Hauptmann von Lauenburg gewesen war. Paul Woberser  war unter den pommerschen Delegierten auf dem Augsburger Reichstag 1555 bei der Verkündung des Reichs- und Religionsfriedens.
Wobeser hat in der preußischen Geschichte zur Zeit des  Höhepunkts der Skalić-Krise 1566, als der gealterte und politisch schwächelnde preußische Herzog Albrecht I. von Brandenburg-Ansbach unter dem Einfluss fragwürdiger Günstlinge stand,  eine bedeutende Rolle gespielt. Um ihre Machtpositionen gegenüber den Ständen abzusichern, hatten die neuen herzoglichen Räte Matthias Horn und Schnell Truppen angeworben, darunter auch eine tausend Mann starke berittene Truppe. Es war zunächst angegeben worden, dass mit den tausend Reitern Dänemark militärisch unterstützt werden solle.  Dies scheint tatsächlich die ursprüngliche Absicht gewesen zu sein, denn die Reiterschar war in Travemünde  zusammengezogen worden, unweit der dänischen Grenze. Als die Reiter von Dänemark nicht mehr benötigt wurden, wurde die Truppe jedoch nicht aufgelöst, sondern sie  begab sich nach Danzig. Die Truppe wurde von dem Söldnerführer Paul Wobeser befehligt, der  zum Obristen ernannt worden war und umfangreiche Verschreibungen über pommersche Güter erhalten hatte.
Als Wobeser im Spätsommern von Danzig aus auf Königsberg vorrückte, drängten der in Königsberg versammelte  preußische Landtag und der König von Polen auf die Entlassung der Söldner. Zur Entlohnung der Söldner gewährten die Stände dem Herzog ein Darlehen. Während des Prozesses gegen die neuen Räte floh Wobeser aus dem Herzogtum Preußen. Er wurde vom Herzog Gotthard  von Kurland aufgehalten, kam jedoch wieder frei. Sein Besitz wurde konfisziert. Später wird er als Hauptmann von Rügenwalde genannt. Er war mit Anna von Stojentin verheiratet.  Wobeser prozessierte noch 1588 gegen die preußische Regierung, um seine Forderungen durchzusetzen.

## Verweise